# Austin A40

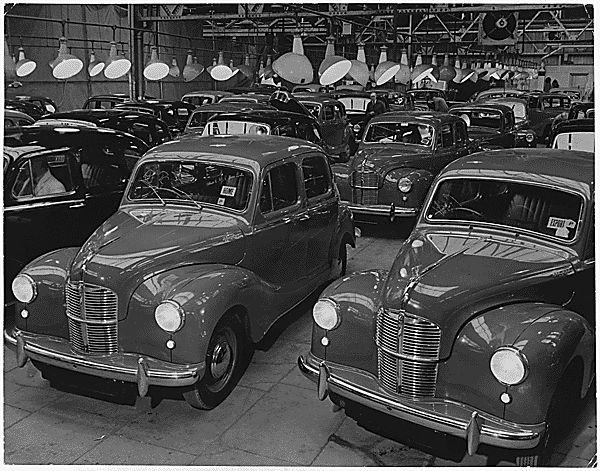
Austin A40 Devon w wersji brytyjskiej i eksportowej (1948 – 1955)

Symbolem A40 oznaczono kilka różnych samochodów produkowanych przez Austin Motor Company w latach 40., 50. i 60. XX stulecia.
Nazwy poszczególnych modeli firmy Austin wyrażały przybliżoną moc stosowanych w nich silników podaną w koniach mechanicznych. Dlatego też, samochodom nadawano dodatkowe nazwy (pierwotnie  zapożyczając je od nazw jednostek podziału terytorialnego Anglii).
Pod nazwą Austin A40 sprzedawano następujące modele samochodów:
- 1947–1950 Austin A40 Dorset – 2-drzwiowy sedan
- 1947–1952 Austin A40 Devon – 4-drzwiowy sedan
- 1950–1953 Austin A40 Sports – 2-drzwiowy roadster
- 1952–1954 Austin A40 Somerset – 4-drzwiowy sedan
- 195?–195? Austin A40 Countryman – 2-drzwiowy furgon
- 1954–1956 Austin A40 Cambridge – 4-drzwiowy sedan
- 1958–1967 Austin A40 Farina – 2-drzwiowy sedan/hatchback